# SS Archimedes
El SS Archimedes fue un barco de vapor construido en Gran Bretaña en 1839. Fue la primera embarcación a vapor en ser propulsada por una hélice de tipo tornillo.
El Archimedes influyó considerablemente en el desarrollo de los barcos, fomentando la adopción de hélices de tornillo por la Marina Real británica y buques comerciales. También influyó directamente en el diseño de otro buque innovador, el SS Great Britain del ingeniero Isambard Kingdom Brunel, por aquel entonces el barco más grande del mundo y el primer barco de vapor propulsado por una hélice de tornillo en cruzar el Océano Atlántico.

## Antecedentes
El principio de desplazar el agua con un tornillo se conoce desde la invención del tornillo de Arquímedes, llamado así por Arquímedes de Siracusa que vivió en el siglo III a. C. Sin embargo, no fue hasta el siglo XVIII, y la invención de la máquina de vapor, que se dispuso de un medio práctico para suministrar potencia efectiva a un sistema de propulsión por hélice marino, pero los primeros intentos de construir un buque de este tipo fracasaron.
En 1807, hizo su aparición el primer barco de vapor comercialmente exitoso, el North River Steamboat de Robert Fulton. Dado que este buque era propulsado por ruedas de paletas en lugar de una hélice, la rueda de paletas se convirtió en el estándar de facto para la propulsión de barcos de vapor. La experimentación con la propulsión por hélice continuó en algunas regiones y, entre 1750 y 1830, numerosas patentes para hélices marinas fueron solicitadas por varios inventores, aunque pocas de estas invenciones llegaron a la fase de prueba.

### Ericsson y Smith
En 1835, dos inventores británicos, John Ericsson y Francis Pettit Smith, empezaron a abordar el problema de manera independiente. Smith, un agricultor fascinado por la propulsión por hélice, fue el primero en registrar una patente de hélice de tornillo el 31 de mayo, mientras que Ericsson, un talentoso ingeniero sueco que trabajaba en Gran Bretaña, solicitó su patente seis semanas después.
Smith rápidamente construyó un pequeño modelo de barco para probar su invención, que fue demostrado primero en un estanque en su granja de Hendon, y más tarde en la Royal Adelaide Gallery of Practical Science en Londres, donde fue visto por el Secretario de Marina, Sir William Barrow. Después de conseguir el apoyo de un banquero londinense llamado Wright, Smith construyó un barco de seis toneladas, 30 pies y 6 caballos de fuerza llamado Francis Smith, el cual fue equipado con una hélice de madera diseñada por él mismo y fue exhibido en el Canal Paddington desde noviembre de 1836 hasta septiembre de 1837. La hélice de madera de dos vueltas se dañó durante un viaje en febrero de 1837 y, para sorpresa de Smith, la hélice rota que ahora tenía sólo una vuelta, duplicó la velocidad del barco de unas 4 mph a 8 mph. Smith presentaría posteriormente una patente revisada a raíz de este descubrimiento accidental.
Mientras tanto, Ericsson estaba realizando sus propios experimentos. En 1837, construyó un barco de vapor propulsado por un tornillo de 45 pies, el Francis B. Ogden, llamado así por su patrocinador, el cónsul estadounidense en Liverpool. En el verano de 1837, Ericsson presentó su barco en el río Támesis a los altos mandos del Almirantazgo británico, entre ellos el inspector de la Marina Sir William Symonds. A pesar de que el barco alcanzaba una velocidad de 10 mph, comparable a la de los vapores de ruedas existentes, Symonds y su comitiva no quedaron impresionados. El Almirantazgo sostuvo de que la propulsión por hélice sería ineficaz en alta mar, mientras que Symonds creía que los buques propulsados por tornillo no podían ser maniobrados eficientemente. Después de este rechazo, Ericsson construyó un segundo y más grande barco de hélice de tornillo, el Robert F. Stockton, y lo hizo navegar en 1839 hacia los Estados Unidos, donde pronto se hizo famoso por ser el diseñador del primer buque de guerra de la Marina de los Estados Unidos, el USS Princeton.
Consciente de la opinión de la Marina de que las hélices de tornillo serían inadecuadas para el servicio marítimo, Smith se propuso demostrar que esta afirmación era equivocada. En septiembre de 1837, llevó al mar su pequeña embarcación, ahora equipada con una hélice de hierro de una sola vuelta, partiendo de Blackwall (Londres) hacia Hythe (Kent) con escalas en Ramsgate, Dover y Folkestone. Durante el regreso a Londres, oficiales de la Marina Real observaron que la nave de Smith pudo avanzar en aguas tormentosas. El interés del Almirantazgo por esa tecnología fue reavivado y se instó a Smith a que construyera un barco de tamaño real para demostrar de manera concluyente la eficacia de la tecnología. Smith logró atraer a varios inversores para que proporcionen el capital necesario, entre ellos el banquero Wright y la firma de ingeniería J. and G. Rennie, quienes juntos formaron una nueva compañía llamada Ship Propeller Company. El nombre del buque propuesto por la compañía inicialmente fue Propeller, pero finalmente se adoptó Archimedes, por el inventor griego del siglo III.

## Diseño y construcción
El Archimedes fue construido en 1838, por Henry Wimshurst en Londres. Según el propio F. P. Smith, el barco fue construido de roble inglés, pero una anotación posterior en el Lloyd's Register indica que una parte de la quilla era de abeto del Báltico. El barco tenía 125 pies de largo, 22.5 pies de ancho y 237 toneladas de peso muerto. Construido con un diseño de goleta, con un casco de líneas clásicas y un esbelto embudo de rastrillado y mástiles, fue considerado por los contemporáneos como una hermosa embarcación.

### Maquinaria
Smith inicialmente tuvo algunas dificultades para encontrar motores adecuados para el barco, ya que la propulsión por hélice presentaba algunos desafíos técnicos desconocidos. Finalmente, la firma de ingeniería J. and G. Rennie aceptó diseñar y suministrar los motores, y los propios dueños fueron persuadidos de que se interesaran económicamente por el barco y su tecnología.
Los dos motores gemelos suministrados tenían cada uno dos cilindros de 37 pulgadas con una carrera de tres pies, lo que proporcionaba una potencia nominal combinada de unos 80 caballos de fuerza y una potencia real de unos 60. Los motores funcionaban a 26 rpm y por medio de engranajes impulsaban la hélice a 140 rpm. Las calderas funcionaban a una presión de 6 psi. Los motores se instalaron a principios de 1839, tras la botadura del barco en octubre de 1838.

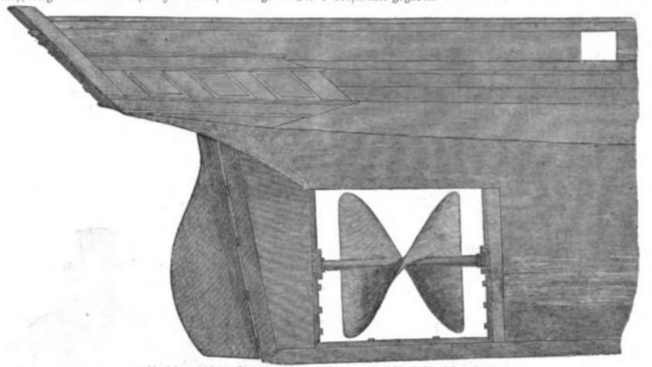
Hélice de tornillo del SS Archimedes.

El sistema de engranajes planteó algunos problemas técnicos adicionales. Smith conectó los motores a la hélice mediante ruedas dentadas y piñones, el más grande de los cuales estaba fabricado de carpe, una madera blanca tradicionalmente utilizada para engranajes en molinos de viento. La disposición de los engranajes resultó ser muy ruidosa y la popa del barco experimentaba fuertes vibraciones durante su funcionamiento. Smith planeó reducir el ruido mediante el uso de engranajes helicoidales, pero no está claro si esa modificación fue llevada a cabo.
La hélice estaba hecha de una hoja hierro y medía 5 pies con 9 pulgadas de diámetro y aproximadamente 5 pies de largo. Consistía en un tornillo de 360°, de una solo rosca y de una sola vuelta de acuerdo con la patente revisada de Smith en 1836. Tras la entrada en servicio del barco, la hélice experimentaría posteriormente una serie de modificaciones, la más importante de las cuales fue una alteración del formato de doble rosca/media vuelta y una división del tornillo original de 360° en dos hojas separadas. La hélice podía retraerse totalmente para reducir la resistencia cuando el barco estaba navegando a vela, una acción que duraba unos 15 minutos.

## Historial de servicio
El Archimedes hizo su viaje inaugural de Londres a Sheerness, cerca de la desembocadura del Támesis, el 2 de mayo de 1839. El día 15, inició su primer viaje marítimo, desde Gravesend hasta Portsmouth, que se completó a una velocidad imprevista de 10 nudos. En Portsmouth, el Archimedes fue exitosamente probado contra una de las naves más rápidas que había en ese entonces en el servicio del Almirantazgo, el HMRC Vulcan, en presencia de algunos altos oficiales de la Marina, quienes quedaron impresionados por su desempeño.

### Averías y rediseño de las hélices
Después de esta prueba inicial, el Archimedes emprendió el viaje de regreso a Londres, pero en el trayecto la caldera del barco -que carecía de un indicador o una válvula de seguridad- explotó, matando al segundo ingeniero y quemando a varios tripulantes. Posteriormente, el buque fue inmovilizado durante cinco meses para su reparación en el astillero de Wimshurst.
Al reanudar el servicio, Smith recibió una invitación del gobierno holandés para llevar el buque a los Países Bajos para una demostración, invitación que aceptó. En el viaje a Texel, sin embargo, Archimedes rompió su cigüeñal y se vio obligado a regresar a Inglaterra para las reparaciones, que en esta ocasión fueron efectuadas por la firma de Miller, Ravenhill & Co. Fue durante este proceso que la hélice original de una sola vuelta y una rosca fue reemplazada por una hélice de doble rosca y media vuelta con dos hojas separadas. La nueva hélice tenía la ventaja de reducir considerablemente la vibración del barco en la popa.

### Pruebas en Dover
Después de estas reparaciones, el Almirantazgo Británico concertó con Smith una nueva serie de pruebas para el Archimedes en Dover. El capitán Edward Chappell, fue nombrado por el Almirantazgo para supervisar las pruebas y elaborar un informe. De abril a mayo de 1840, el Archimedes fue probado contra los barcos de correo más rápidos de la Marina, el Ariel, el Beaver, el Tragar y el Widgeon.
Las pruebas más destacadas fueron contra el Widgeon, que no sólo era el más rápido de los barcos de correo, sino también el barco más parecido en tamaño y potencia al Archimedes. El Widgeon demostró ser un poco más rápido que el Archimedes en aguas tranquilas, pero Chappell llegó a la conclusión de que, como este último tenía una relación menor entre la potencia y el peso, la hélice de tornillo como medio de propulsión había demostrado ser "igual, o incluso superior, a la de la rueda de paletas normal". Este resultado fue más decisivo de lo que pudo parecer, porque desde una perspectiva naval, la propulsión por hélice sólo tenía que demostrar que era prácticamente igual en eficiencia a la propulsión por rueda de paletas, ya que éstas tenían deficiencias bien reconocidas en el uso militar. Estas incluían la exposición de la rueda de paletas y sus motores al fuego enemigo, así como la reducción del espacio disponible para ubicar cañones lo que incidía en la potencia de fuego lateral de un buque de guerra. El informe de Chappell sería decisivo en que con posterioridad la Marina adoptase la propulsión por hélice.

### Circunnavegación de Gran Bretaña y otros viajes
Con la conclusión de las pruebas en Dover, el Archimedes fue puesto a disposición del capitán Chappell para una circunnavegación de Gran Bretaña, que tuvo lugar en julio de 1840. Este viaje representó una oportunidad no sólo para realizar más pruebas, sino también para dar a conocer la tecnología a armadores, ingenieros y científicos en puertos de todo el país. El Archimedes completó el viaje de 2006 millas a una velocidad promedio de más de 7 mph y una velocidad máxima bajo condiciones ideales de 10.9 mph.
Al término de este viaje, el Archimedes hizo un recorrido de Plymouth a Oporto (Portugal) en un tiempo récord de 68.5 horas. Posteriormente, el barco realizó viajes a Amberes y a Ámsterdam a través del Canal de North Holland, y a otros puertos del continente, despertando un interés apasionante por el nuevo método de propulsión.

### Préstamo a Brunel

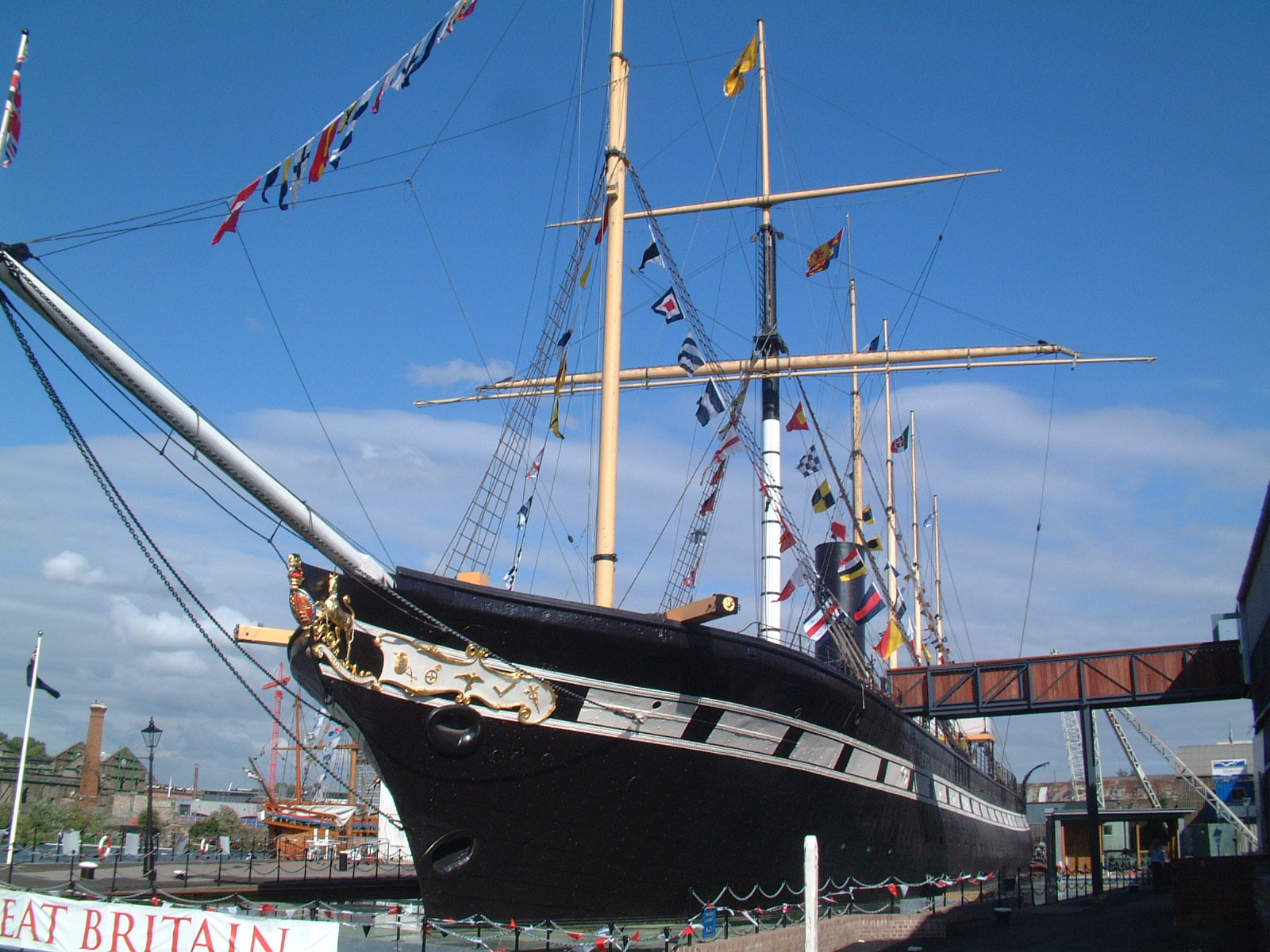
SS Great Britain en el muelle en Brístol. El barco fue equipado con una hélice de tornillo basada en las pruebas del Archimedes.

Al regresar el Archimedes a Inglaterra, Smith aceptó prestarlo durante varios meses a la Great Western Steamship Company, que estaba construyendo el barco de vapor más grande del mundo, el SS Great Britain. El ingeniero principal del Great Western, Isambard Kingdom Brunel, aprovechó el préstamo para probar el Archimedes con una variedad de hélices diferentes en un intento por encontrar el diseño más eficiente, que finalmente fue elegido un nuevo modelo de cuatro hojas presentado por Smith.
Los resultados de sus experimentos, le llevaron a recomendar a sus empleadores la adopción de la propulsión por hélice en el Great Britain. Las ventajas de la propulsión por hélice enumeradas por Brunel pueden resumirse de la siguiente manera:
- La maquinaria de propulsión por hélice era menos pesada, mejorando así la economía de combustible;
- Las máquinas propulsoras por hélice podrían estar a menor altura dentro de casco, reduciendo el centro de gravedad del buque y haciéndolo más estable en alta mar;
- Al ocupar menos espacio, los motores de hélice permitirían transportar más carga;
- La eliminación de las voluminosas cajas de las paletas disminuiría la resistencia en el agua y también permitiría al barco maniobrar más fácilmente en canales estrechos;
- La profundidad de una rueda de paletas varía constantemente, dependiendo de la carga del buque y del movimiento de las olas, mientras que una hélice permanece completamente sumergida y con la máxima eficiencia en todo momento;
- La maquinaria de propulsión por hélice era más barata.[23]

Con estos argumentos, en diciembre de 1840 Brunel pudo persuadir a la Great Western Steamship Company de que adoptara la propulsión por hélice para el SS Great Britain, convirtiéndolo así en la primera embarcación de vapor transatlántica propulsada por hélice del mundo. Desafortunadamente, en lugar de utilizar el diseño probado de Smith, Brunel decidió instalar una hélice tipo "molino de viento" de seis palas diseñada por él mismo. El diseño de Brunel ocasionaría un grandes pérdidas a la empresa.

### Eventos posteriores
Smith y sus compañeros inversionistas habían esperado vender el Archimedes a la Marina Real, pero cuando esto no ocurrió, la Ship Propeller Company vendió el barco al servicio comercial. Se estima que la compañía perdió aproximadamente £50 000 en el proyecto del Archimedes, la cual fue posteriormente liquidada.
La trayectoria posterior del Archimedes es muy imprecisa. La embarcación encalló en Beachy Head en 1840. En 1845, desapareció del Lloyd's Register, pero volvió a aparecer en 1847 tras una revisión general. Sus motores y maquinaria fueron retirados en una fecha no especificada en Sunderland, después de lo cual continuó en servicio como velero. En 1852, sus velas y aparejos fueron renovados, pero desapareció del Registro un año o dos más tarde.
El Archimedes, según se sabe, encalló en un banco de arena y se hundió en la desembocadura del río Mosa, en los Países Bajos, mientras intentaba regresar al puerto durante una tormenta el 1 de marzo de 1864. Todos sus tripulantes fueron rescatados por socorristas locales.

## Legado
Aunque la adopción de la hélice de tornillo fue una inevitabilidad histórica dada la obra de John Ericsson y otros, el Archimedes aceleró considerablemente la aceptación de esta tecnología. Las pruebas en Dover, llevadas a cabo en abril-mayo de 1840, persuadieron a la Marina Real para que construyera una balandra de guerra de vapor de 900 toneladas, el HMS Rattler, que fue probada desde 1843 a 1845 contra el HMS Alecto, un buque hermano equipado con propulsión a paletas. Como resultado de estos ensayos, la Marina adoptó la hélice de tornillo como su método de propulsión preferido. Para 1855, 174 barcos de la Marina Real habían sido equipados con propulsión por hélice, incluyendo 52 barcos de línea, 23 fragatas, 17 corbetas, 55 balandras y varios barcos más.
Algunos comerciantes también adoptaron rápidamente la propulsión por hélice. En 1840, Wimshurst construyó un segundo buque impulsado por hélice, el buque de 300 toneladas Novelty, el primer buque de carga de propulsión por hélice y el primero en hacer un viaje comercial. En 1841, se construyó en el norte de Inglaterra un pequeño vapor de pasajeros equipado con la hélice patentada de Smith, el Princess Royal, y en 1842 se construyeron en Gran Bretaña varios buques propulsados por hélice, como el Bedlington, construido en South Shields, el Bee, botado en Chatham, y el barco más grande construido hasta esa fecha en Irlanda, el Great Northern, botado en Derry. A partir de ese momento, el número de buques mercantes propulsados por hélice aumentó rápidamente. En el momento en que la Cunard Line construyó el vapor de paletas Persia para el servicio transatlántico en 1856, la propulsión por rueda de paletas ya se estaba convirtiendo en un anacronismo.
Aunque el Archimedes de Smith jugó un papel importante en la introducción de la propulsión por hélice, Smith perdió dinero con el proyecto y se vio obligado a volver a la agricultura. Sin embargo, más tarde sería reconocido por su contribución. En 1855, fue uno de los cinco inventores a los que la Cámara de los Comunes concedió £4 000 por inventar la hélice marina. En 1858, un grupo de patrocinadores organizó una cena testimonial en la que se le obsequió con una bandeja de plata, clarete y un abono con un valor de £2 678. En 1860, Smith fue nombrado conservador del Museo de la Oficina de Patentes de South Kensington, y en 1871 recibió el título de caballero.